# Rudolf Demme
Pour les articles homonymes, voir Demme.
Rudolf August Demme (3 juin 1894 à Mühlhausen - 5 janvier 1975 à Meckenheim-Merl), est un Generalmajor allemand au sein de la Heer dans la Wehrmacht pendant la Seconde Guerre mondiale.
Il a été récipiendaire de la croix de chevalier de la croix de fer avec feuilles de chêne. La croix de chevalier de la croix de fer et son grade supérieur: les feuilles de chêne sont attribués en reconnaissance d'un acte d'une extrême bravoure ou d'un succès de commandement important du point de vue militaire.

## Biographie
Rudolf August Demme s'engage dans l'armée en août 1914 en tant que volontaire de guerre, ne devient caporal que le 24 juillet 1915 et rejoint le 10 août 1915 le 1er détachement de recrues du 11e bataillon du génie de remplacement, avant d'être brièvement affecté, désormais en tant que sous-officier (promotion le 22 septembre 1915), à la compagnie de parc de lance-mines de Berlin le 13 juin 1916.
Rudolf Demme est capturé par les forces soviétiques le 8 mai 1945. Il reste en captivité pendant 10 ans dans les prisons soviétiques avant d'être libéré le 6 octobre 1955.

## Promotions
| Gefreiter                | 24 juillet 1915   |
| Unteroffizier            | 22 septembre 1915 |
| Vizefeldwebel            | 3 juin 1917       |
| Leutnant der Reserve     | 28 septembre 1917 |
| Oberleutnant der Reserve | 1er octobre 1938  |
| Hauptmann                | 1er janvier 1939  |
| Major                    | 30 janvier 1939   |
| Oberstleutnant           | 1er novembre 1941 |
| Oberst                   | 1er juillet 1943  |
| Generalmajor             | 1er mars 1945     |

## Décorations
- Croix de fer
  - 2e classe
  - 1re classe
- Insigne de destruction de blindés en Argent
- Croix allemande en or le 20 septembre 1942 en tant que Oberstleutnant dans le Panzer-Pionier-Bataillon 92/20.Panzer-Division
- Croix de chevalier de la croix de fer avec feuilles de chêne
  - Croix de chevalier le 14 août 1943 en tant que oberst et commandant du Panzer-Grenadier-Regiment 59
  - 537e feuilles de chêne le 28 juillet 1944 en tant que Oberst et Führer Panzer-Grenadier-Regiment 59/20.Panzer-Division.